# Lomatia heterocoma
Lomatia heterocoma är en tvåvingeart som beskrevs av Hesse 1956. Lomatia heterocoma ingår i släktet Lomatia och familjen svävflugor. Inga underarter finns listade i Catalogue of Life.